# Synemon sophia
Synemon sophia is een vlinder uit de familie Castniidae. De soort komt voor in het Australaziatisch gebied.
De wetenschappelijke naam van de soort werd in 1841 gepubliceerd door White.